# Стража (планина)
Вижте пояснителната страница за други значения на Стража.
Стража планина (до 29 юни 1942 г. Парамун, Парамунска планина) е моноклинална планина в западна България, част от Руйско-Верилската планинска редица, във физикогеографската област Краище, област Перник.

## Описание
Планината е разположена между долините на реките Ябланица (десен приток на Ерма) и левият ѝ приток Велиновска, които я отделят съответно от планините Завалска на североизток и Любаш на юг, Люляк (Люцкан планина) на запад и Ездимирска на север. Дължината ѝ от северозапад на югоизток е 5 km, а ширината ѝ е 3 km.
Стража е уединена планина, разположена в западните части на Руйско-Верилската планинска редица. Общата посока на простиране е от северозапад на югоизток. На северозапад се ограничава от Велиновска река, чиято долина я отделя от източните склонове на Ездимирска планина, а на югоизток от долината на р. Клисура (начален приток на р. Ябланица). За нейна северна граница може да се приеме долината на р. Ябланица, а за южна – Суха река. В старите литературни източници тя е известна още под името Парамунска планина, на името на скътаното в нея село Парамун. Почти всички местни жители я назовават с това име. В така очертаните граници площта на планината е приблизително 24 km².
Стража планина е изградена от дебелоспойни юрски варовици. Този литоложки строеж е допринесъл за развитието на карстов релеф (понори, кари, въртопи и т.н.), особено типичен за северната част от билото, района на връх Дренова глава (1084 m) и връх Гуглин въртоп (1079 m). Най-високата точка на планината, връх Стража (наричан още Големи връх) (1389 m), се намира в южната част на монолитната и приблизително с еднаква височина билна повърхност.
Растителната покривка е бедна и до голяма степен наподобява съседните ѝ планини: Ездимирска и Любаш. Склоновете на планината са почти голи и са заети главно от закелявял дъб, а билото е без дървесна растителност, с развитие на сухолюбиви тревни формации. На много места предимно към подножието има млади борови насаждения.
Стража е безводна планина. От нея водят началото си малки, временни потоци. Голяма част от падналите валежи се губят в многобройиите понори, с които е осеяна планината, и излизат в подножието във вид на малки карстови извори, които имат силно променлив, непостоянен дебит. Водите от планината се оттичат чрез р. Ябланица (десен приток на р. Ерма) към Черноморския басейн.

## Туризъм
Стража е лесно достъпна и проходима планина, за което допринася обезлесеността ѝ, въпреки значителните наклони на различно ориентираните склонове (средно 20 – 25°). Сравнително по-ниски стойности (15 – 20°) те имат в района на с. Парамун. Към долината на р. Ябланица, на север и на юг от Големи връх (Стража) съществуват скални венци, които с почти отвесните си откоси са единствените места, където е затруднен достъпът.
Най-добрите изходни пунктове за навлизане в планината са с. Парамун, разположено на 850 m н.в. в долинно разширение, и с. Лялинци, от което най-лесно може да бъде изкачен най-високият връх на планината. Трябва да се отбележи, че тези две села не правят изключение от общата нерадостна картина на силно обезлюдяване, характерна за всички селища от Западното Средногорие и Краище. Например с. Лялинци през 1940-те години е имало почти 600 жители, а през 1992 г. – едва 73.
В планината няма туристическа маркировка или база за нощуване. Разнообразният карстов релеф и отличната обзорност във всички посоки превръщат запознаването със Стража в приятно преживяване за всеки турист.
Освен яребици, пъдпъдъци и други пернати по нагорещените варовикови скали лятно време се срещат и змии.
В средата на планината е разположено село Парамун, а по периферията ѝ селата Велиново (на запад), Филиповци (на север) и Лялинци (на юг).